# هاردانگر
هاردانگر، (به انگلیسی: Hardanger) منطقه ای سنتی، در اطراف قسمت داخلی هاردانگرفیورد و شاخه‌های این آبدره؛ و مناطق کوهستانی اطراف آنها است. این منطقه، بخش جنوب شرقی استان وستلند در کشور نروژ را تشکیل می‌دهد.
تا سال ۲۰۲۰ میلادی، هاردانگر معمولاً محدود به هفت شهرداری آن زمان بود. این شهرداری‌های سابق هاردانگر، در مجموع ۶۳۰۳ کیلومتر مربع مساحت داشتند و طبق آمار سال ۲۰۱۹ میلادی، جمعیت اهالی آنها ۲۲۵۲۹ نفر بود.
تغییر در شیوه تقسیمات داخلی مناطق اداری کشور، در سال ۲۰۲۰ میلادی در کشور نروژ، در مواردی با تقسیمات سنتی قبلی نواحی منطقهٔ هاردانگر تناقض پیدا کرد. بر این اساس، وسعت جغرافیایی حوزهٔ قضایی هاردانگر، کاهش پیدا کرد و بخشی به حوزه قضایی برگن سپرده شد. در حال حاضر(۲۰۲۰) حوزهٔ قضایی منطقهٔ هاردانگر ۶۰۹۲ کیلومتر مربع را پوشانده و شامل ۲۱۴۹۱ نفر اهالی ساکن مساحت آن می‌شود.
در ارتباط با امور کلیسا، بعد از اعمال تغییرات مذکور، در سال ۲۰۲۰ میلادی، منطقهٔ سنتی هاردانگر، در عمل گسترش یافته‌است. اسقف اعظم هاردانگر، علاوه بر هفت شهرداری سابق هاردانگر، چند شهر و شهرک مسکونی مربوط به تقسیمات جدید، از جمله ووس را نیز پوشش می‌دهد. تعداد اهالی تحت پوشش ۴۳۶۹۳ نفر است که در منطقه ای به وسعت ۹۰۹۳ کیلومتر مربع سکونت دارند.

## زمین هاردانگر

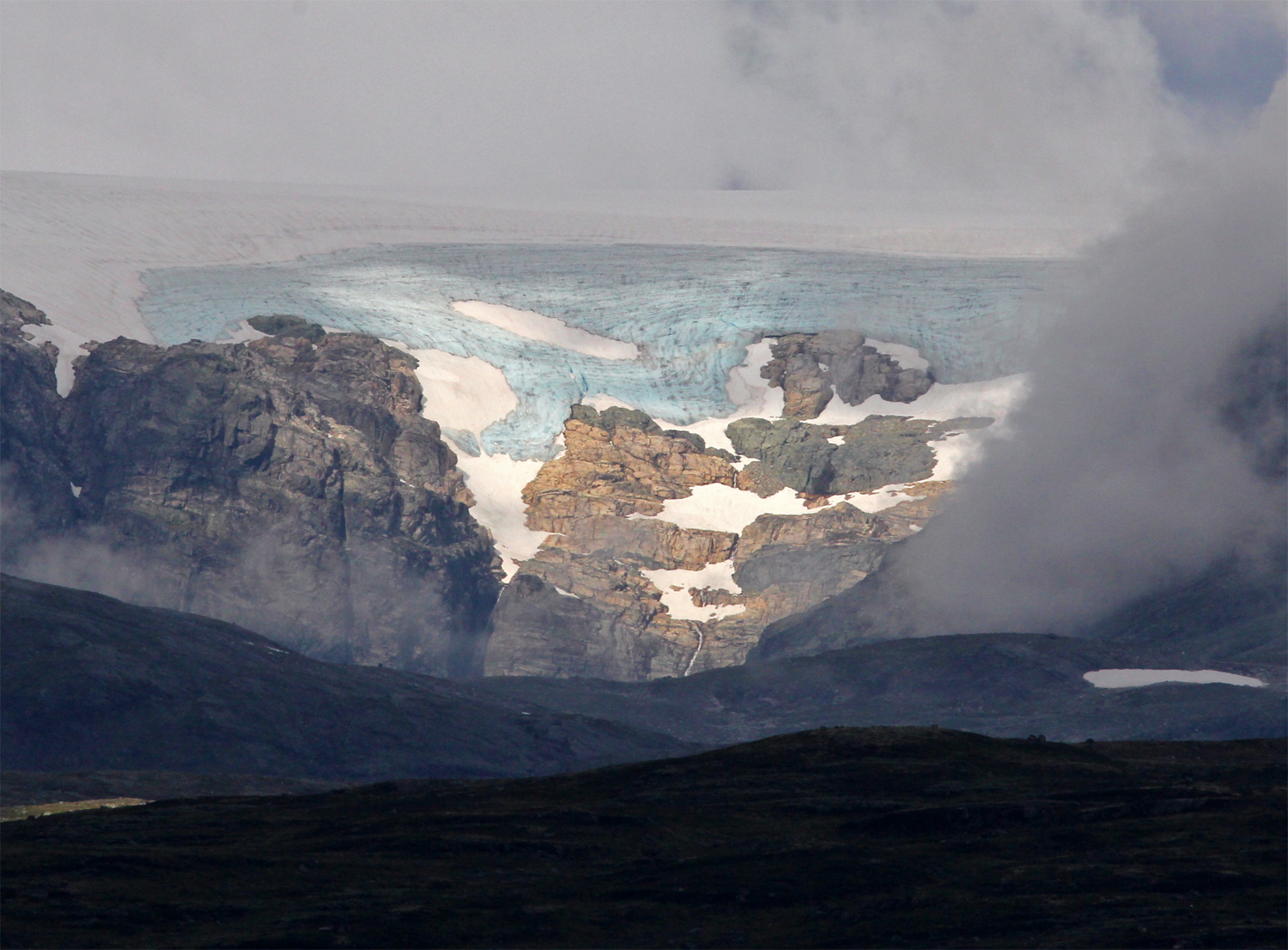
یخچال طبیعی هاردانگر با ارتفاع ۱۸۶۱ متر بالاتر از سطح دریا

در روزگار ما، پوستهٔ سنگی مربوط به دوران پرکامبرین، در بخش اعظم منطقه ای که از دیدگاه سنتی، هاردانگر شناخته می‌شود، همچنان باقی است. اما بستری از  سنگهای شیل، مربوط به دوران کامبرین، که در مناطقی به شدت چین خورده و دچار  دگرگونی شده‌است، بخش‌های بزرگی از فلات هاردانگر و همچنین در بعضی نقاط، کرانهٔ شمالی هاردانگر فیوردن را پوشانده‌است.
در جنوب هاردانگر و نیز تا حدی در شمال غربی، سنگ‌های شیل، توسط سنگ‌های قدیمی تر و مقاومتر مربوط به دوران پرکامبرین، پوشیده شده‌اند.
در دورهٔ کوه‌زایی کالدونین، این سنگ‌ها دگرگون گشته و از شمال غربی رانده شده؛ و بار دیگر، روی سنگ‌های شیل ریخته‌است. این لایهٔ اخیر که از جنس سنگ‌های سخت است، بلندترین کوه‌ها را در هاردانگر و استان وستلند، تشکیل می‌دهد. مانند یخچال طبیعی هاردانگر با ارتفاع ۱۸۶۱ متر بالاتر از سطح دریا و موارد دیگری که بیشتر از ۱۶۰۰ تا ۱۷۰۰ متر از سطح دریا ارتفاع دارند.
آبدره‌ها و دره‌های موجود در منطقه، عمق زیادی را در بستر سنگی زیرین، بریده و پیش رفته‌اند. در کف آبدره‌ها، در بعضی از جاها در اثر انباشته شدن شن و ماسه و تشکیل دیواره، دریاچه‌هایی به وجود آمده‌اند.
در امتداد حاشیه آبدره‌ها، خاک حاصلخیزی وجود دارد که زیر کشت و به خصوص زیر کشت باغ درختان میوه است.

## سکونت جمعیت در هاردانگر

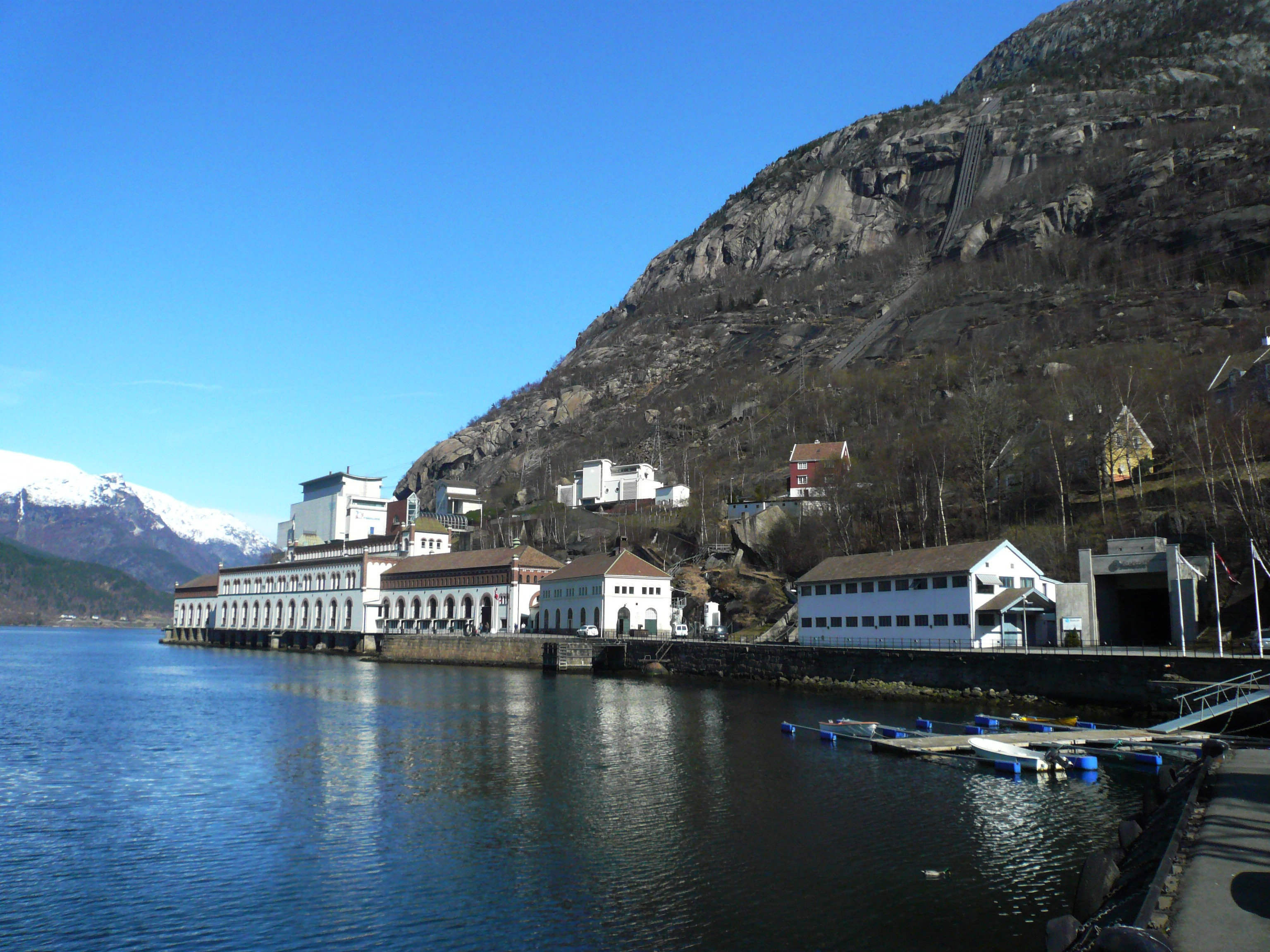
نیروگاه محلی تولید برق در تیسهدال

نقاط مسکونی، در منطقهٔ سنتی هاردانگر، بیشتر در کرانهٔ آبدره؛ و تا حدی، در بخش پایین و کم ارتفاع بعضی از درّه‌های اطراف، متمرکز شده‌اند. بزرگترین نقاط تراکم جمعیت، بر اساس صنایعی شکل گرفته‌اند، که از نیروی محلی آب بهره می‌برند. مانند شهرک‌های اودا و تیسهدال؛ یا مراکز مهم اداری، ارتباطی و تجاری مانند نورهیمسوند، که نیروی مورد نیاز خود را از منابع محلی آب، تأمین می‌کنند.
طبق آمار سال ۲۰۱۹ میلادی، پرجمعیت‌ترین شهرک‌ها، در منطقهٔ سنتی هاردانگر، یکی  شهرک اودا، با جمعیتی برابر با ۴۸۷۶ نفر و دیگری نورهیمسوند، با ۴۳۹۹ نفر بوده‌است. دیگر شهرک‌ها، جمعیتی زیر هزار نفر داشته‌اند. پرجمعیت‌ترین آنها شهرک تیسهدال، تنها ۶۰۱ نفر و بقیه (۵۵۵)، (۵۴۴)، (۵۳۴) و (۴۸۵) نفر جمعیت یا جمعیتی کمتر داشته‌اند.

### تراکم کم جمعیت در هاردانگر

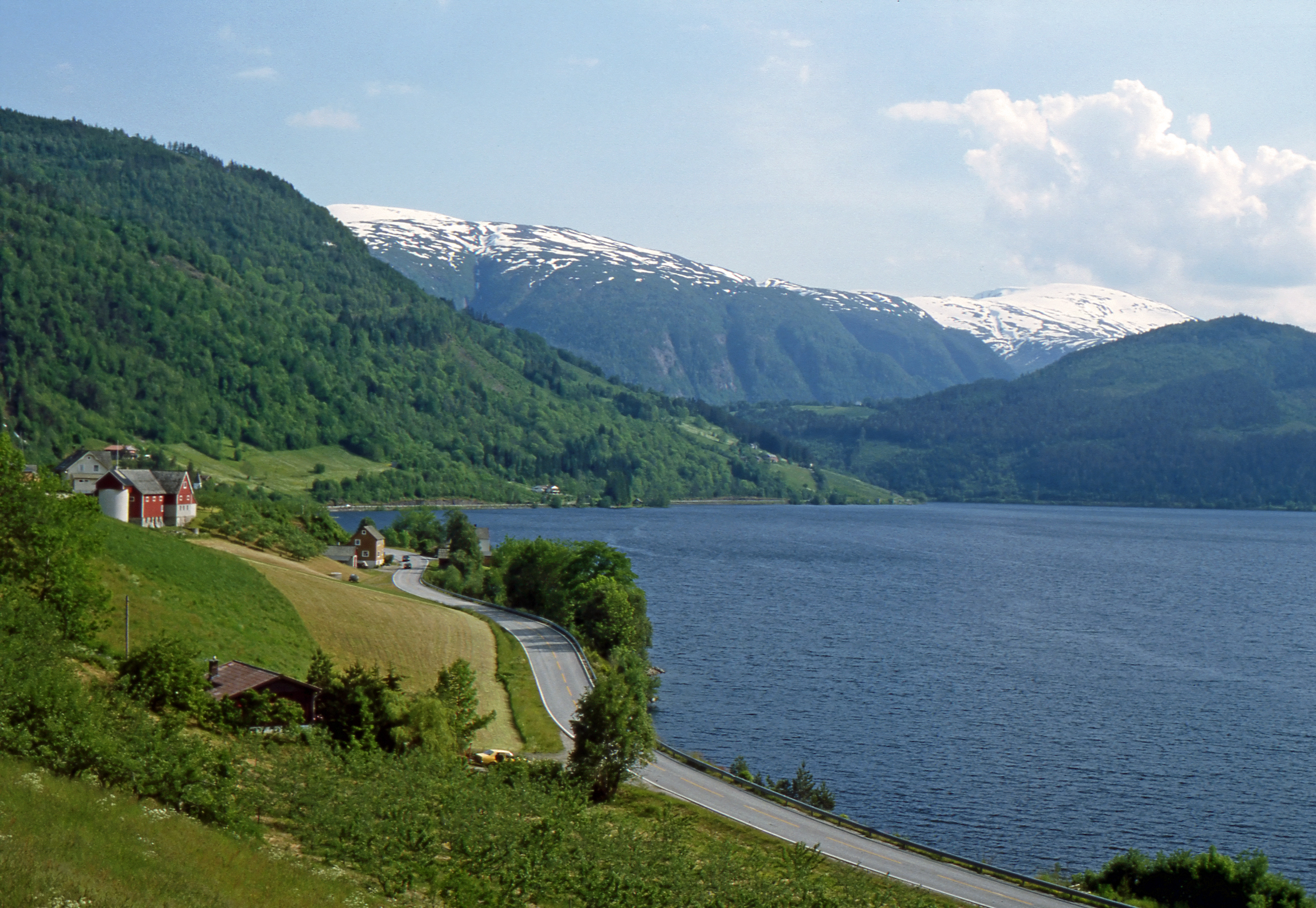
در سال ۲۰۱۹ میلادی، جمعیت شهرک گرانوین، واقع در منطقه هاردانگر، تنها ۴۸۵ نفر بوده‌است.

طبق آمار سال ۲۰۲۰ میلادی، تراکم جمعیت درمنطقهٔ سنتی هاردانگر، با تنها ۳٫۶ نفر در هر کیلومتر مربع، نسبتاً کم است. کمی تراکم جمعیت در مقیاسه با تراکم جمعیت، در کل استان وستلند، که ۱۸٫۸ نفر در هر کیلومتر مربع بوده، به خوبی روشن می‌شود.
چنین تفاوتی در میزان تراکم جمعیت، احتمالاً نتیجهٔ وجود کوه‌های خالی از سکنه، در منطقهٔ هاردانگر است. جمعیت هاردانگر از زمان جنگ جهانی دوم، به دنبال کاهش اشتغال در کشاورزی و صنعت تولید نیرو، در حال کاهش بوده‌است. درحالی که در بین سال‌های ۲۰۱۰ تا ۲۰۲۰ میلادی جمعیت کل استان وستلند، در محدودهٔ فعلی، ۰٫۸ در صد رشد داشته‌است، در منطقهٔ سنتی هاردانگر ۰٫۲ در صد کاهش جمعیت مشاهده می‌شود.

## اقتصاد در هاردانگر

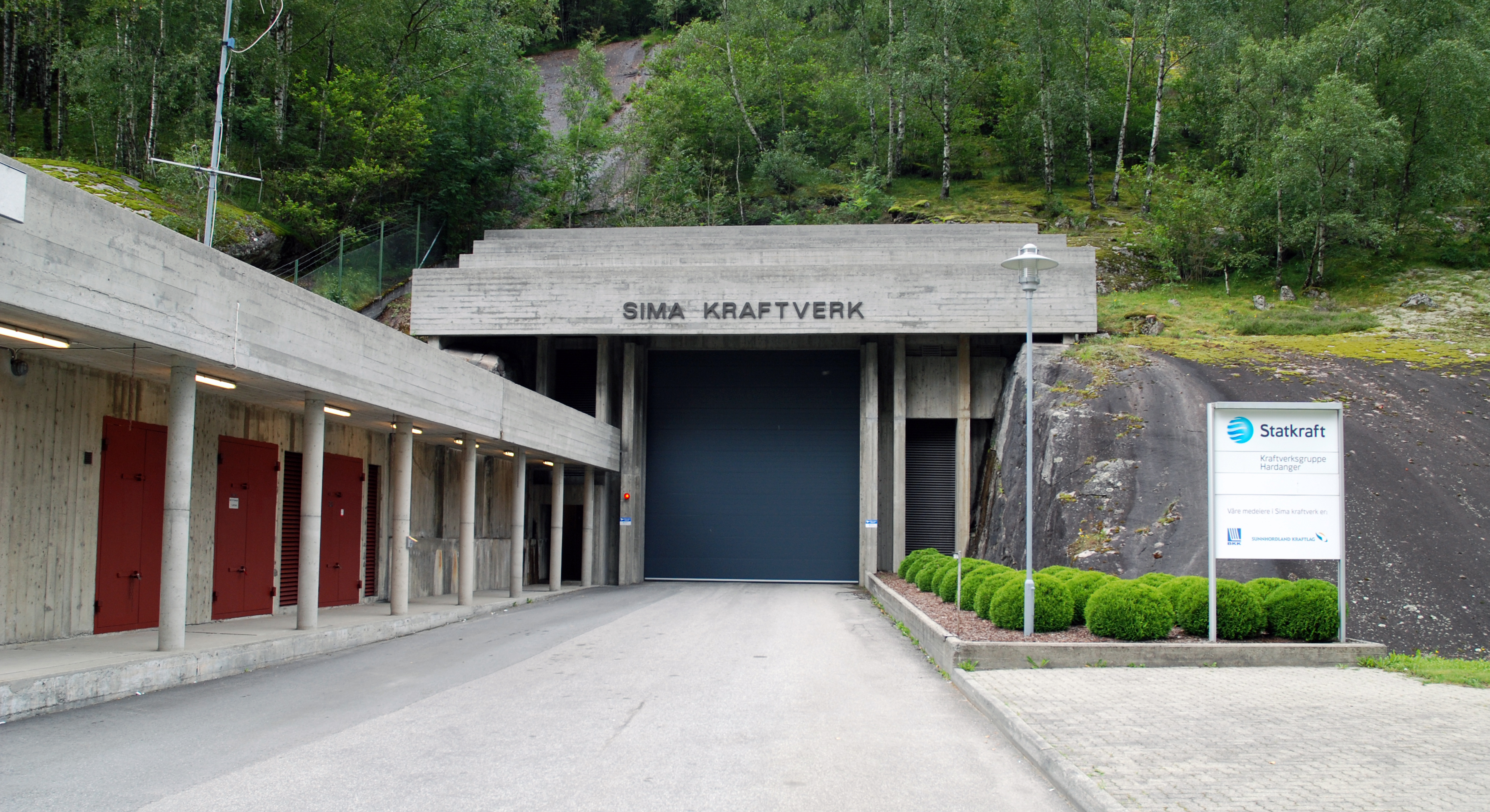
نیروگاه برق در شهرک ایدفیورد

علاوه بر امور اداری و خدماتی مربوط به محل، فعالیت‌های صنعتی، کشاورزی و حمل ونقل نیز، از امور مهم اقتصادی، در هاردانگر، محسوب می‌شوند. مهمترین رشته صنعتی، در منطقهٔ سنتی هاردانگر، تولید آهن خام و فلزات دیگر، بر اساس بهره‌برداری از منابع محلی نیروی آب است، که بیشتر در شهرک اودا، تیسهدال و اولویک متمرکز شده‌است. مهمترین بخش فعالیت کشاورزی در منطقه، دامداری و به خصوص پرورش گاو و گوسفند است، که برای کل کشور نیز اهمیت دارد. پرورش درختان میوه نیز در هاردانگر، سابقه‌ای طولانی داشته و در سراسر کشور نروژ دارای معروفیت است.
تولید نیروی برق، بر اساس منابع محلی آب، در هاردانگر دارای اهمیت خاص است. در سال ۲۰۱۹ میلادی، ظرفیت تولید یکی از تأسیسات محلی در مجموع، به ۲۰۸۶ مگاوات گسترش داده شد. در عمل با تولید سالانه ای معادل ۷۹۷۳ گیگاوات ساعت، ۲۳٫۶ در صد از تولید نیروی برق، در استان وستلند در هاردانگر صورت می‌گیرد. مهمترین مراکز تولید نیرو در منطقه، شهرک اودا و ایدفیورد هستند.